# Markéta I. Skotská
pro vyhledání dalších osob stejného jména viz rozcestník Markéta Skotská
Markéta I., zvaná Norská panna (cca duben 1283 – září/říjen 1290), byla královna Skotska od roku 1286 až do své smrti na cestě z Norska do Skotska, kde měla být korunována. Její smrt způsobila spory o nástupnictví, které vedly až k válkám za skotskou nezávislost.

## Původ
Byla dcerou norského krále Erika II. a jeho ženy Markéty Skotské, dcery skotského krále Alexandra III. Narodila se roku 1283 a zdá se, že její matka zemřela při porodu nebo záhy po něm.

## Nárok na skotský trůn
V době, kdy byl dojednáván sňatek Markéty Skotské a Erika, byl syn Alexandra III. David již mrtev a skotský král měl jen jednoho mužského potomka Alexandra. Svatební smlouva obsahovala doložku o možném nároku potomků Erika a Markéty na skotský trůn. Po smrti prince Alexandra král svolal v únoru 1284 sněm stavů do Scone, kde šlechtici stvrdili nárok jeho vnučky stát se jeho nástupkyní. Alexandr III. se znovu oženil, ale zemřel 19. března 1286. Po jeho pohřbu se sešlo jednání aristokracie a církevních představitelů, aby sestavili sbor poručníků (Guardians of Scotland). Markéta však stále nebyla jasnou nástupkyní, neboť Jolanda, vdova po králi, byla těhotná; porod ale nedopadl dobře a dítě se zřejmě narodilo mrtvé.
Tato skutečnost učinila z Markéty podle podepsaného slibu ve věku tří let právoplatnou dědičku skotského trůnu. Nicméně v krátké době Robert Bruce, lord z Annandale a jeho syn Robert, hrabě z Caricku vyvolali na jihozápadě země vzpouru a obsadili královské hrady. Tato rebelie byla brzy potlačena a norský velvyslanec dorazil do Skotska, aby požadoval naplnění Markétina nároku na trůn.
Poté, co bylo jasné, že Skotové nemají o Markétin příjezd do Skotska zájem, ujal se této záležitosti její otec Erik II. Vyslal oficiálního velvyslance k anglickému králi Eduardovi I. Ten se setkal se skotskými šlechtici v říjnu 1289 v Salisbury. Skotové byli v nevýhodné pozici, protože Erik a Eduard mohli dojednat sňatek Markéty s Eduardovým synem Eduardem bez ohledu na jejich mínění. Konečná podoba dohody obsahovala ustanovení, že Markéta bude vyslána do Skotska do 1. listopadu 1290 bez jakýchkoli předběžných závazků o případném sňatku.
Eduard pokračoval v jednání s poručníky o tom, že Markéta bude královnou a jeho syn Eduard králem, ale tyto plány byly vzaly za své Markétinou smrtí na moři u Orknejí při plavbě do Skotska na konci září nebo počátkem října 1290. Smrt byla připsána na vrub jejího slabého zdraví. Její ostatky byly převezeny zpět do vlasti do Bergenu a zde pohřbeny poblíž její matky ve starém bergenském kostele (zbořeném roku 1531).
Vzhledem k tomu, že nebyla korunována a za svého života ani nikdy nebyla přítomna na území Skotska, existují jisté pochybnosti o tom, má-li být považována za skotskou královnu. To je dáno přístupem k interpretaci; většina seznamů skotských králů její jméno obsahuje.
Smrt malé princezny vyvolala ve Skotsku spor o následnictví trůnu mezi několika pretendenty a současně i válku mezi Anglií a Skotskem, neboť do tohoto sporu se zapojil i anglický král Eduard I.

## Falešná Markéta
V roce 1300, rok po smrti Erika II., se v Bergenu objevila neznámá žena, která o sobě tvrdila, že je princezna Markéta. Její vysvětlení událostí bylo následující: malou princeznu Markétu doprovázela na cestě do Skotska dvorní dáma Ingeborg Erlingsdotter, její manžel Thor Haakonsson a norský biskup Andfinn. Někteří Skotové, zainteresovaní na tom, aby skotský trůn obsadil jejich chráněnec, měli podplatit její průvodce; ti při zastávce na Orknejských ostrovech oznámili princezninu nemoc a posléze její smrt. Poté ji Skotové měli odvézt do Německa, kde se provdala; nyní se vrátila do Norska a vznesla nárok na skotský a norský trůn.
Třebaže se Haakon neměl čeho obávat (podle zákona o následnictví zavedeného jeho otcem Magnusem měl on jako mladší bratr krále v pořadí na trůn přednost před jeho dcerou; ta by na trůn nastoupila jen pokud by on zemřel bez potomků dříve než ona), nechal ženu uvěznit a dal přísně vyšetřovat, kdo to je a jaké jsou její skutečné záměry. Dokumenty z té doby se dochovaly pouze torzovitě, lze však předpokládat, že v pozadí stáli dvořané, nespokojení se samovládou krále Haakona, kteří mohli usilovat o změnu zákona, v důsledku které by Markéta jako dcera staršího bratra (Erika) měla přednost před Ingeborg jako dcerou mladšího bratra, posledního krále (Haakona). Jejich plány mohly být jakkoli komplikované, vzaly však za své, když královský soud na Vánoce roku 1301 samozvance odsoudil – ženu k upálení na hranici a jejího manžela ke stětí.